# Deinococcus
Deinococcus is een geslacht van bacteriën die behoren tot de stam Deinococcus–Thermus. Deze bacteriën zijn polyextremofielen: ze kunnen overleven in sterk verontreinigde milieus.
De bacteriën hebben dikke celwanden die ze een grampositieve kleuring geven, maar bevatten een tweede membraan en zijn dus qua structuur nauwer gerelateerd aan gramnegatieve bacteriën. Deinococcus-bacteriën kunnen overleven wanneer hun DNA blootgesteld wordt aan een hoge dosis gamma- of uv-straling.